# 22754 Olympus
22754 Olympus è un asteroide della fascia principale. Scoperto nel 1998, presenta un'orbita caratterizzata da un semiasse maggiore pari a 3,1316250 au e da un'eccentricità di 0,0702090, inclinata di 17,21208° rispetto all'eclittica.